# Sébastien de la Barre de Flandre
Sébastien de la Barre de Flandre (Bergen, 7 januari 1753 - Écaussinnes-d'Enghien, 12 december 1838) was een provinciaal politicus en burgemeester.

## Levensloop
De adellijke status van de familie De la Barre klom op tot in de zeventiende eeuw. De voornaamste tak, met afstamming tot heden, draagt de naam De la Barre d'Erquelinnes.
Sebastien de la Barre was een zoon van baron Charles de la Barre (1725-1788) en van Polixène de Croix. Onder het ancien régime erfde hij van zijn vader de heerlijkheden Vieux-Mesnil, Neuf-Maisnil, Noirchain, Balinghe, Le Val, La Tourelle en Bascharage. Hij werd lid van de adel in de Staten van Luxemburg en van de Staten van Henegouwen. Hij was kapitein in het regiment de Ligne. 
Hij trouwde in 1775 met Barbe de Marches (1754-1845) en ze kregen drie kinderen, die op de oudste dochter na zonder nakomelingen bleven. Het huwelijk de la Barre - de Croix werd in 1805 ontbonden.
Hij werd kamerheer van koning Willem I der Nederlanden en werd zowel in de Franse tijd als in het Verenigd Koninkrijk der Nederlanden burgemeester van Ecaussinnes-d'Enghien. Na 1815 was hij ook lid van de Provinciale Staten van Zuid-Brabant.
De dochter, Agathe de la Barre de Flandre (1776-1845), trouwde met haar oom, broer van haar vader, Ferdinand de la Barre (1764-1794). Ze hadden een zoon, Ferdinand de la Barre de Maisnil (1795-1821), die ongehuwd bleef. 

## Adel onder het Verenigd Koninkrijk der Nederlanden
Sébastien de la Barre de Flandre werd in 1816 in de erfelijke adel erkend met de titel baron, overdraagbaar bij eerstgeboorte. Hij werd tevens benoemd in de Ridderschap van de provincie Luxemburg en kort nadien van Henegouwen en nog wat later van Zuid-Brabant. 
Charles de la Barre d'Erquelinnes (1768-1829), de vertegenwoordiger van de oudste familietak, kreeg pas in 1829 postuum adelserkenning met de titel graaf, overdraagbaar bij eerstgeboorte.
- Gustave de la Barre d'Erquelinnes (1804-1875), rechter bij de rechtbank van eerste aanleg in Namen, trouwde met Constance Remacle (1806-1858)
- Alexandre Alfred de la Barre d'Erquelinnes (1814-1889), majoor bij de infanterie, kreeg in 1844 de titel graaf, overdraagbaar bij eerstgebioorte. Hij trouwde met Cornélie de Rouillé (1817-1892), dochter van Edouard de Rouillé, lid van het Nationaal Congres.
  - Robert de la Barre d'Erquelinnes (1883-1963) trouwde met Marguerite Couderc de Saint-Chamand (1892-1946).
  - Henri de la Barre d'Erquelinnes (1885-1961), werd Belgisch senator.
    - José de la Barre d'Erquelinnes (1916-2015), was een Belgische verzetsheld. In 1947 trouwde ze met de Britse kolonel Sir Charles Hyde Villiers (1912-1992).